# Dziumbier
Dziumbier (niekiedy Dziumbir lub Dżumbir, słow. Ďumbier, węg. Gyömbér, niem. Djumbier; 2043 m) – najwyższy szczyt Tatr Niżnych na Słowacji.

## Topografia
Znajduje się w głównym grzbiecie tych Tatr, pomiędzy szczytem Krúpova hoľa (1922 m), od którego oddzielony jest przełęczą Krúpovo sedlo (ok. 1890 m) i Štiavnica (2025 m). Od strony południowej łagodne zbocza pokryte polami głazów granitowych opadają do górnej części Bystrej Doliny, od północnej opada ścianami, filarami i stromym zboczem do dwóch kotłów lodowcowych w najwyższej części Doliny Jańskiej. Ściany te mają wysokość niemal 500 m. Kotły oddzielone są krótkim, opadającym z Dziumbira grzbietem o nazwie Ludárova hoľa. Na dnie zachodniego kotła znajduje się niewielkie jeziorko Bystré pleso widoczne ze szczytu Dziumbira.

## Geologia
Całe partie szczytowe góry, podobnie jak i biegnące od niej w obie strony fragmenty głównego grzbietu niżnotatrzańskiego zbudowane są z głębinowych skał krystalicznych, głównie z biotytowych tonalitów i granodiorytów. Niżej przez południowe stoki ciągnie się poziomo pas paskowanych i prążkowanych gnejsów i migmatytów ze starszego paleozoiku (neoproterozoiku?), a poniżej niego (w osi schroniska gen. M. R. Štefánika i doliny Bystrianki) pas wapieni i dolomitów pochodzących ze środkowego i młodszego triasu, w których wykształciła się wielka Jaskinia Martwych Nietoperzy.

## Opis szczytu
Na szczycie znajduje się dwuramienny drewniany krzyż oraz betonowy obelisk. Od XIV do XIX w. w zboczach masywu (zwłaszcza północnych) prowadzono intensywne prace górnicze, wydobywając złoto, antymonit i rudę żelaza. Do dziś widoczne są dla wprawnego oka pozostałości tej działalności w postaci zasypanych wylotów sztolni, hałd skały płonnej czy śladów górniczych dróżek i ścieżek.
W kotłach północnych można spotkać świstaki tatrzańskie i kozice. Cały masyw Dziumbiera leży na terenie Parku Narodowego Niżne Tatry, ponadto północne stoki z kotłami polodowcowymi objęte są dodatkową, ścisłą ochroną w granicach rezerwatu przyrody Dziumbier.
W czasie końcowej fazy słowackiego powstania narodowego na przełomie października i listopada 1944 r. w rejonie przełęczy między szczytem Dziumbiera a Králičką miały miejsce walki pomiędzy słowackimi powstańcami a wojskiem niemieckim. Pamiątką po nich jest pomnik stojący obok schroniska gen. M.R. Štefánika. W grudniu tego samego roku w tym samym rejonie przekraczała grzbiet w bardzo trudnych warunkach pogodowych jednostka francuskich partyzantów.

## Turystyka
Ze szczytu rozciąga się szeroka panorama gór środkowej i północnej Słowacji. Widoki obejmują cały horyzont pokryty górami. Oprócz Tatr Niżnych widoczne są Tatry, Góry Choczańskie, Wielka Fatra, Mała Fatra, Jezioro Liptowskie i góry środkowej Słowacji Na szczyt prowadzi czerwony szlak turystyczny z przełęczy pod szczytem Krúpovo sedlo (powrót tą samą trasą), a zimą również szlak zimowy ze schroniska gen. M.R.Štefánika (latem zamknięty).
  Krúpovo sedlo – Ďumbier. Czas przejścia: 0.40 godz, ↓ 0.30 godz)

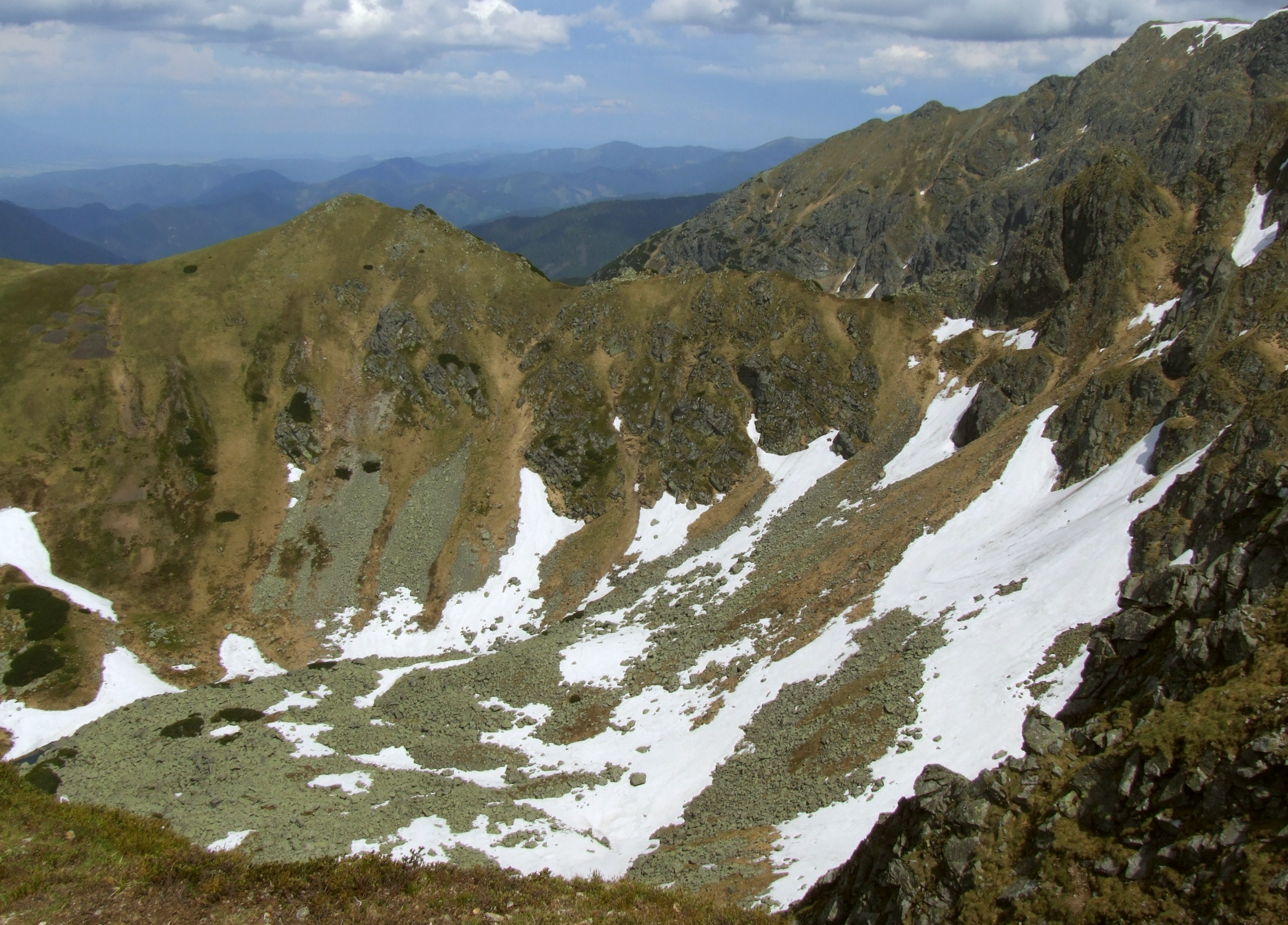
Kocioł pod północną ścianą Dziumbiera
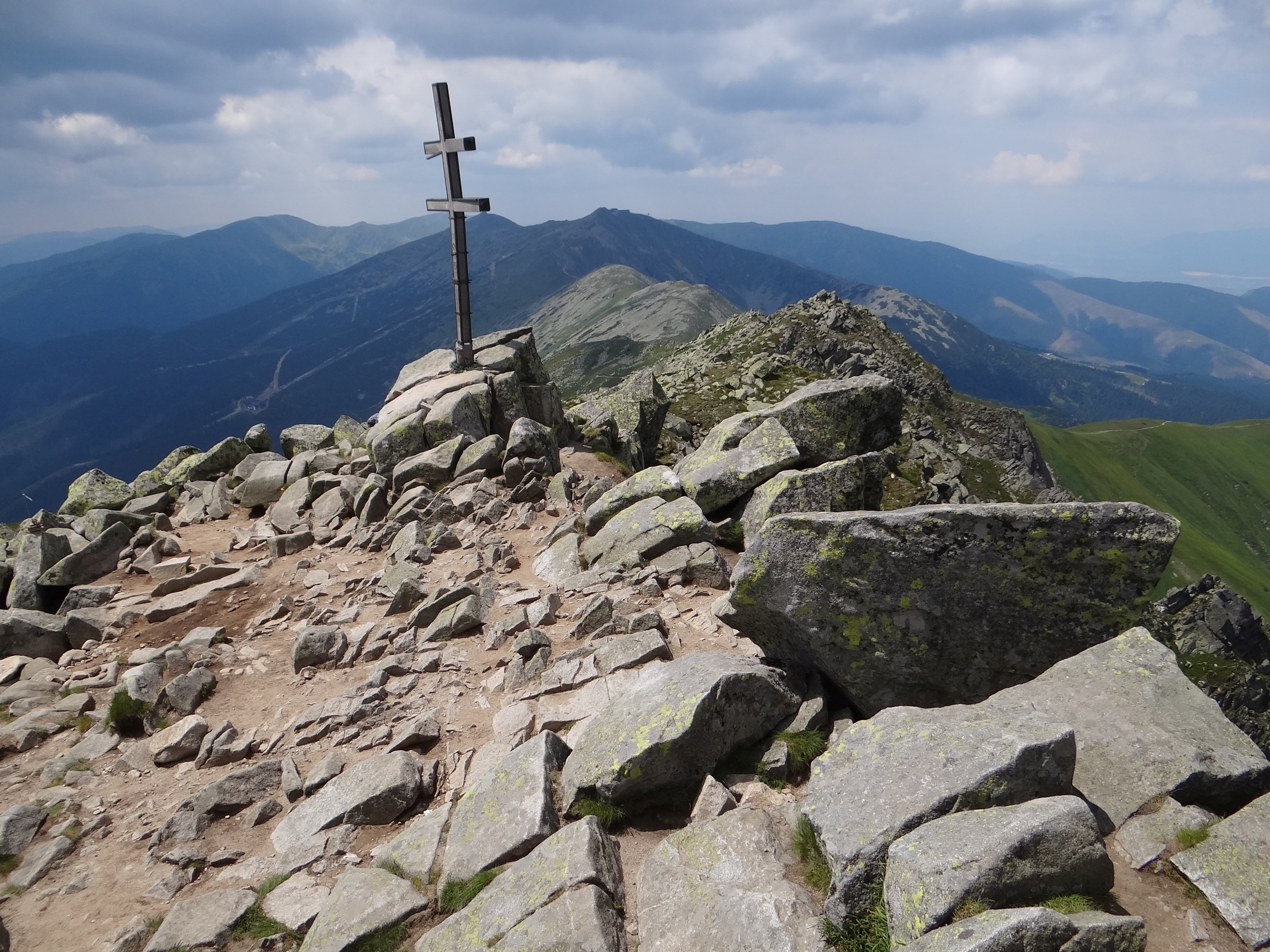
Szczyt Dziumbiera
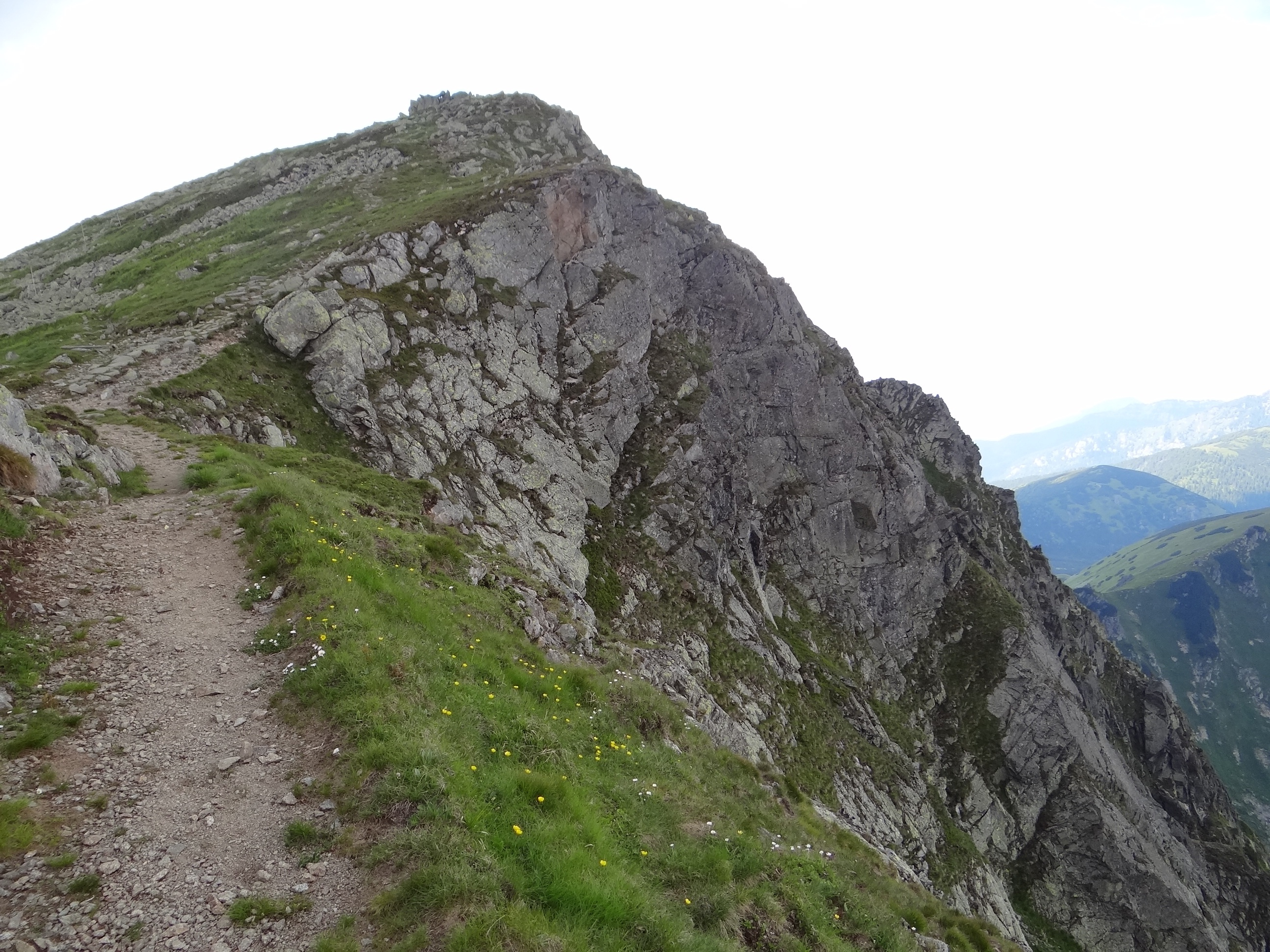
Ďumbier od wschodniej strony
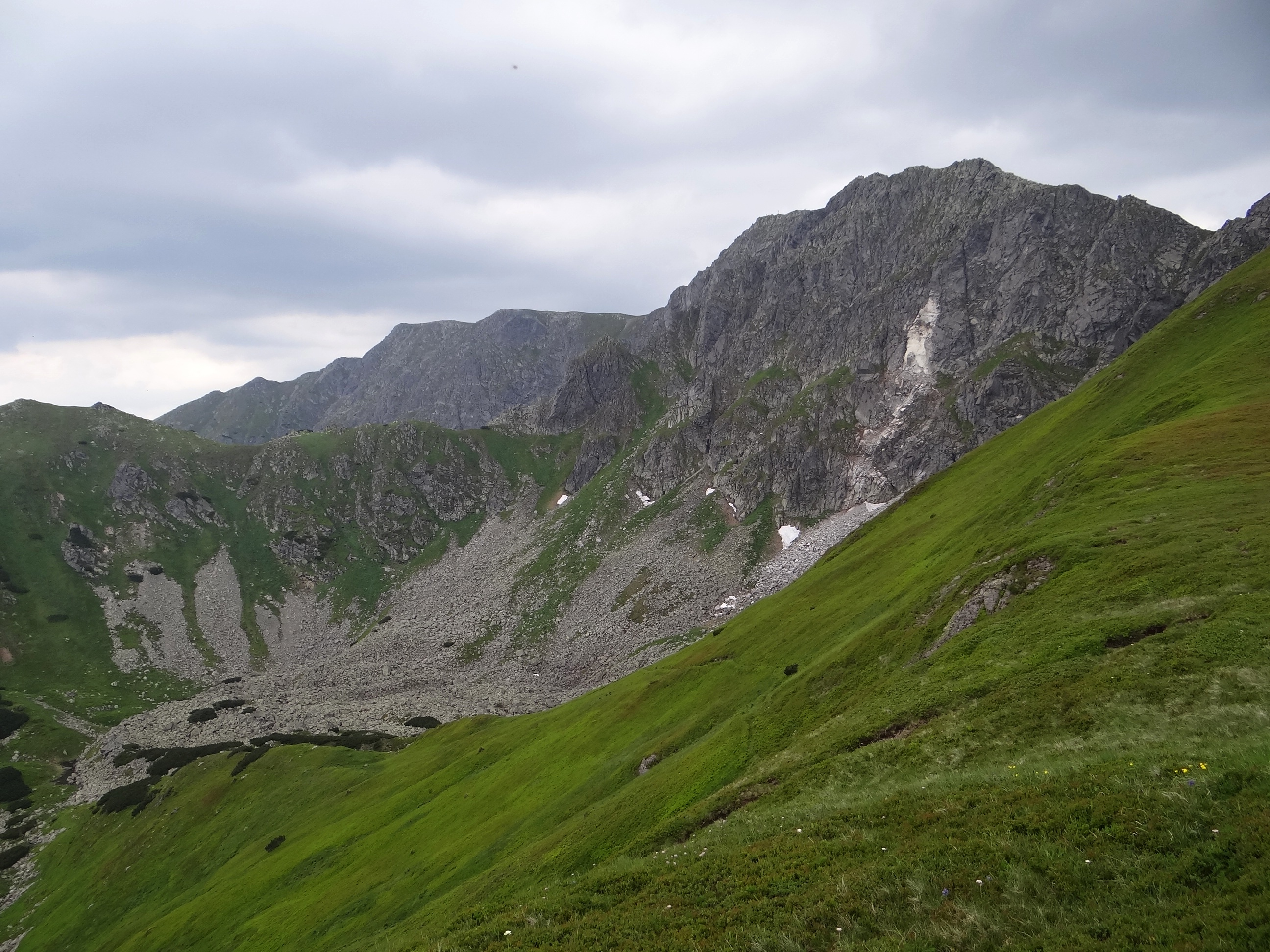
Ďumbier od północno-zachodniej strony
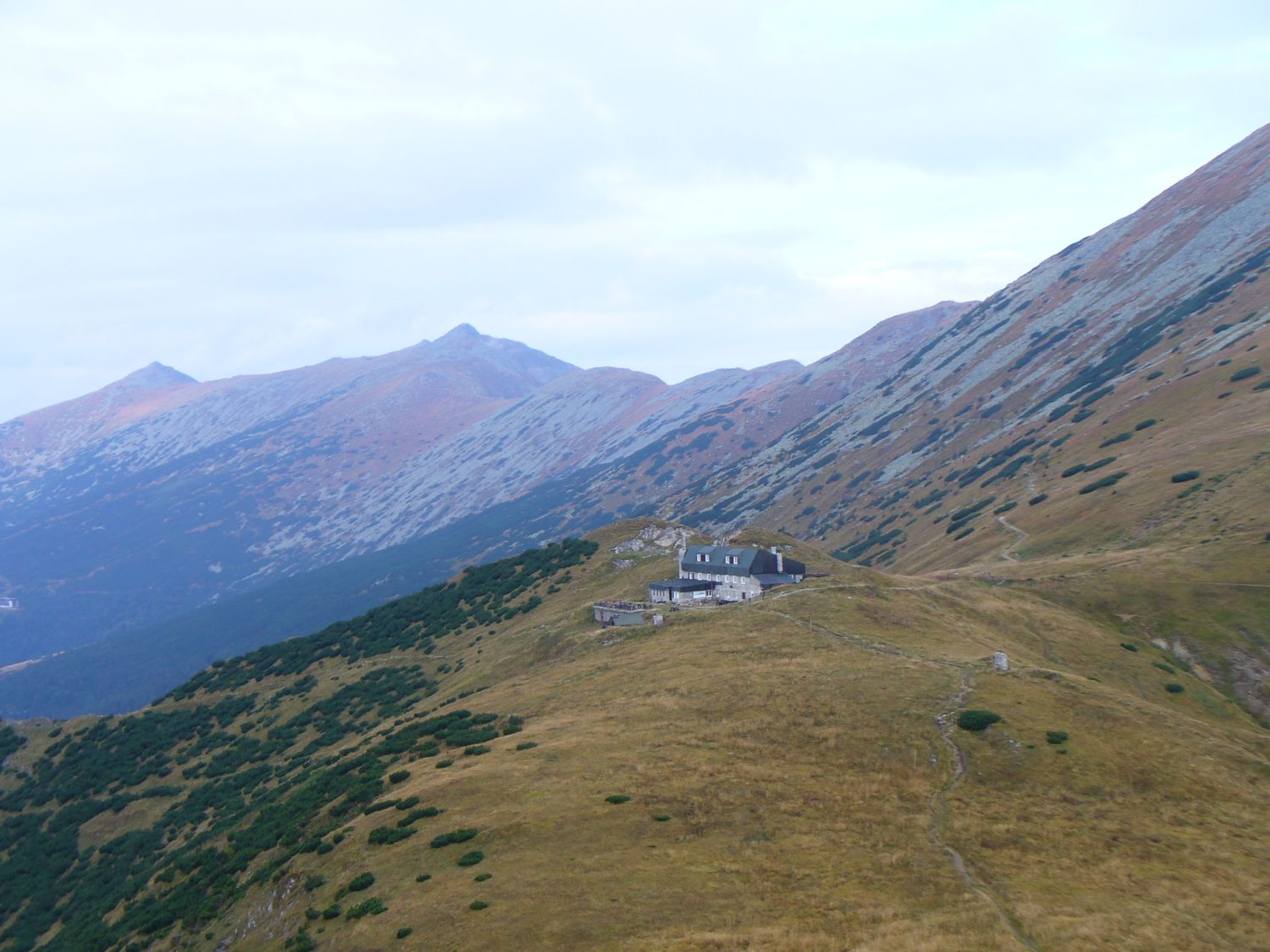
Schronisko Štefánika
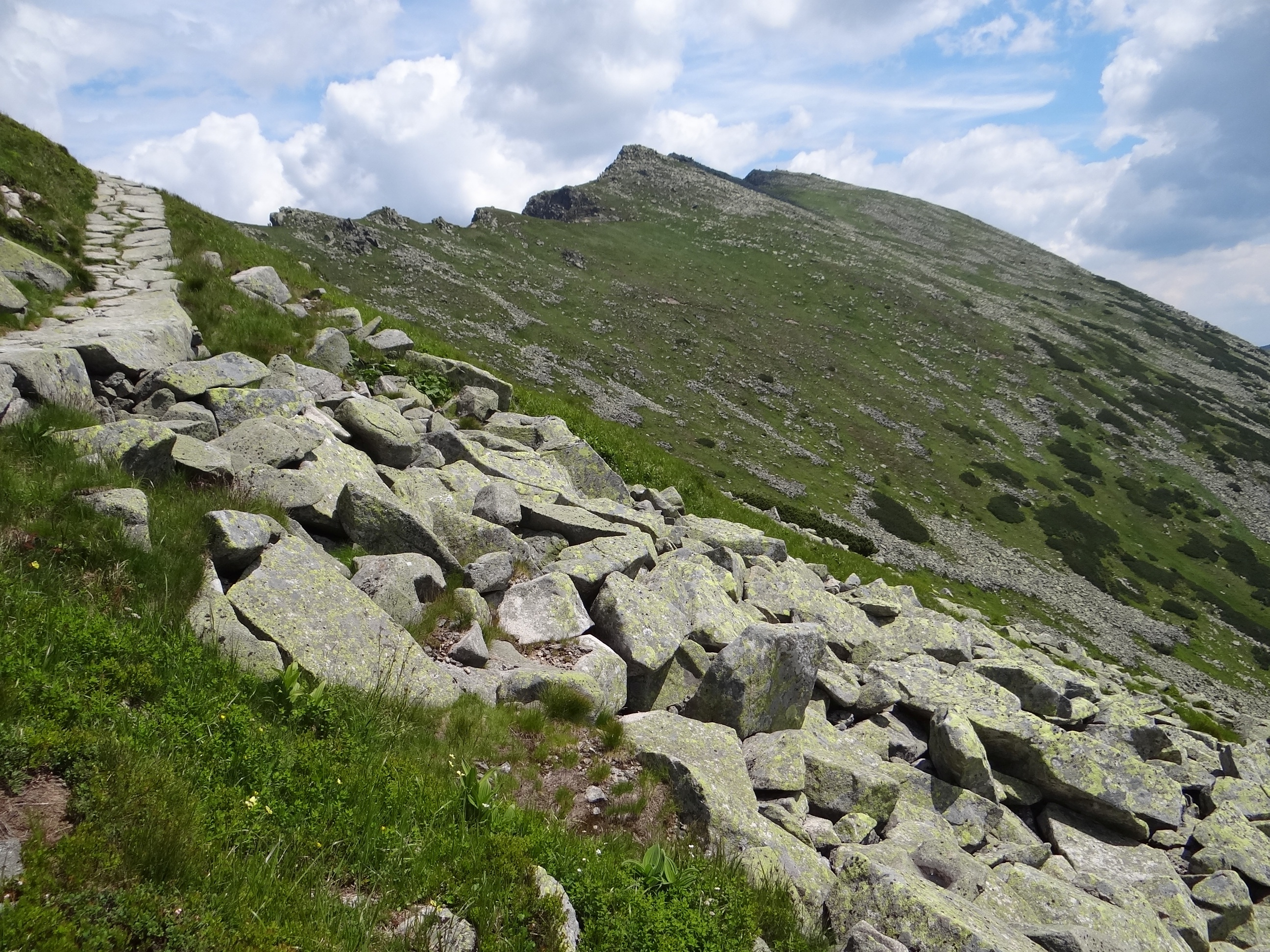
Scieżka na Ďumbier